# Фрэнк Хеллер (писатель)
Фрэнк Хеллер — псевдоним шведского писателя Гуннара Сернера (Gunnar Serner, 20 июля 1886 — 14 октября 1947). Написал ряд книг о теневых операциях в международной среде.